# Пекари (Черкасская область)
Пекари́ (укр. Пекарі) — село в Каневском районе Черкасской области Украины.
Население по переписи 2001 года составляло 505 человек. Занимает площадь 1,03 км². Почтовый индекс — 19025. Телефонный код — 4736.

## История
- Пекари, село, Черкасская обл. В 7 км ниже г. Канева и в 2,5 км выше села Пекари, на возвышенности прав. бер. р. Днепр, городище Княжа гора. Поселение состоит из двух частей (1,5 га и 2,5 га), разделенных валом и рвом. С двух сторон оно окружено глубокими оврагами, а с третьей — обрывается к реке. Городище исследовалось многими археологами. Основные работы осуществлены Н.Ф.Беляшевским (1892 г., 1893 г. ) и Г.Г. Мезенцевой. Обнаружены десятки жилых и хозяйственных построек, множество наконечников стрел, копий, орудий труда, украшений. Найдены кресты-энколпионы, змеевики, иконки, паникадила и подсвечники. В состав кладов, зарытых на городище, входили великолепные золотые украшения, исполненные в технике перегородчатой эмали. Большинство исследователей вслед за Н.Ф.Беляшевским (1892 г.) отождествляют городище Княжую гору с остатками древнерусской Родней, упомянутой в летописи под 980 г.// А.В.Куза. Древнерусские городища X—XIII вв. Свод археологических памятников. (Москва, 117192, Мичуринский пр-т, 1, "Христианское издательство", 1996 ).
- Пекари, село в Черкасской области. В селе, в урочище Городки, на левом берегу реки Роси, городище, состоящее из двух укрепленных частей. Южнее расположено открытое селище. При обследовании памятника найдено много гончарной (конца X — начала XI в.) и более поздней древнерусской керамики. По мнению П.П.Толочко, именно это поселение являлось в древности Родней.// А.В.Куза. Древнерусские городища X—XIII вв. Свод археологических памятников. (Москва, 117192, Мичуринский пр-т, 1, "Христианское издательство", 1996).

## Местный совет
19025, Черкасская обл., Каневский р-н, c. Пекари, ул. Шевченка, 68